# پرچم جزیره هرم
پرچم جزیره هرم برای اولین بار در ۱۹۵۳ به رسمیت شناخته شد و همچنین دارای تناسب ۳:۵ می‌باشد.